# SC Fortuna Bonn
Der SC Fortuna Bonn (offiziell: SC Fortuna Bonn 1904/50 e. V.) ist mit über 1300 Mitgliedern der größte rein ehrenamtlich geführte Sportverein in Bonn.

## Geschichte und Sportangebot
Der SC Fortuna Bonn wurde am 16. Juni 1970 durch den Zusammenschluss der beiden Bonner-Südstadtvereine DJK Bonn Süd 04 (gegründet 1904) und Kessenicher Ballspiel-Club (gegründet 1950, hervorgegangen aus dem Bonner Ballspiel-Club) gegründet. Beim SC Fortuna Bonn werden in sechs Abteilungen folgende Sportarten angeboten: Familien- und Freizeitsport, Fußball, Karate, Rollsport, Tischtennis und Volleyball.

## Volleyball

### Geschichte
Die Volleyballabteilung wurde 1965 unter dem Namen „DJK Bonn-Süd“ gegründet. 1980 wechselten die Bundesliga-Männer der TSV Bonn rrh. zum SC Fortuna und spielten zwölf Jahre ununterbrochen in der ersten Liga. Höhepunkt war die Saison 1986/87 mit dem Gewinn der deutschen Vizemeisterschaft und dem DVV-Pokalsieg. 1992 zog man sich aus finanziellen Gründen aus der Bundesliga zurück. 1996 schlossen sich die Mannschaften des SC Fortuna und der SSF Bonn als „SSF Fortuna Bonn“ zusammen. Die Männer spielten von 2003 bis 2005 und von 2006 bis 2009 in der zweiten Bundesliga Nord sowie von 2014 bis 2017 in der dritten Liga West. Die Frauen spielten von 2012 bis 2015 und wieder ab 2017 in der dritten Liga West und stiegen 2020 in die zweite Bundesliga Nord auf. Nach dem Abstieg 2022 und einer weiteren Saison 2022/23 in der dritten Liga West löste sich die Spielgemeinschaft auf. Seitdem gibt es bei Fortuna lediglich Mixed- und Jugend-Mannschaften.

### Persönlichkeiten
- Olaf Becker
- Jörg Brügge
- Zbigniew Jasiukiewicz
- Manfred Kaiser
- Marian Kardas
- Toni Kass
- Uwe Körner
- Lee Hee-wan
- Athanasios Papageorgiou
- Norbert Sund
- Frank Winkler

## Fußball

### Geschichte
Der Bonner Ballspiel-Club spielte ab 1935 in der seinerzeit zweitklassigen Bezirksklasse Mittelrhein. Gleich in der ersten Saison nach der Fusion gelang der Aufstieg in die 1. Kreisklasse, bevor die Mannschaft drei Jahre später den Aufstieg in die Bezirksklasse schafften. Diese konnte bis 1979 gehalten werden, bevor der Verein für mehrere Jahrzehnte auf Kreisebene spielte. Erst im Jahre 2007 gelang der erneute Aufstieg in die Bezirksliga, wo sich die Fortunen bis 2016 halten konnten. Der erneute Aufstieg in die Bezirksliga gelang dann 2022. In der folgenden Saison wurden die Bonner Vizemeister hinter dem SSV Bornheim und schafften den Durchmarsch in die Landesliga Mittelrhein.

### Persönlichkeiten
- Max Lunga
- Wolodymyr Ljutyj
- Dominique Ndjeng
- Marcel Ndjeng